# Jean-Louis Gervat
Jean-Louis Gervat, prêtre et peintre intimiste, est né le 30 novembre 1867 à Saint-Siméon-de-Bressieux (Isère) et mort le 28 août 1930 à Saint-Jean-de-Bournay.
C'est le fils d'une famille d'agriculteur. Alors qu'il est au petit séminaire de La-Côte-Saint-André, il rencontre Jongkind qui le conseille. En 1890, il est admis au Séminaire français de Rome. Après son ordination, il fait le choix de paroisses modeste à Corenc, puis Saint-Jean-de-Bournay.
Ses sujets portent sur la nature sauvage ou des situations au quotidien.